# Megasoma
Genre
Le  genre Megasoma regroupe des insectes coléoptères de la famille des Scarabaeidae, de la sous-famille des Dynastinae, de la tribu des Dynastini. 

## Dénomination
- Le genre a été décrit par l'entomologiste britannique William Kirby, en 1825[1].
- L'espèce type est Scarabaeus actaeon (Linnaeus, 1758)

### Synonymie
- Megalosoma (Burmeister, 1847
- Megasominus (Casey, 1915)
- Lycophontes (Bruch, 1910)

## Taxinomie
Liste des espèces 
- Megasoma punctulatum (Cartwright, 1952)
- Megasoma sleeperi (Hardy, 1972)
- Megasoma lecontei (Hardy, 1972)
- Megasoma pachecoi (Cartwright, 1963)
- Megasoma thersites (Le Conte, 1861)
- Megasoma vogti (Cartwright, 1963)
- Megasoma cedrosum (Hardy, 1972)
- Megasoma joergenseni (Bruch, 1910)
- Megasoma hermes (Prandi, 2016)
- Megasoma gyas (Jablonsky, 1785)
- Megasoma anubis (Chevolat, 1836)
- Megasoma occidentalis (Bolivar, Pieltain, Jimenz-Asua et Martinez, 1963)
- Megasoma elephas (Fabricius, 1775)
- Megasoma nogueirai (Moron, 2005)
- Megasoma svobodaorum (Krajcik, 2009)
- Megasoma actaeon (Linné, 1758)
- Megasoma rex (Prandi, 2018)
- Megasoma vazdemelloi (Prandi, 2018)
- Megasoma ramirezorum (Silvestre et Arnaud, 2002)
- Megasoma fujitai (Nagai, 2003)
- Megasoma yanus (Felsche, 1906)
- Megasoma mars (Reiche, 1852)

### Articles liés
- Dynastinae
- Dynastini